# اچ‌دی ۲۲۴۶۳۵
اچ‌دی ۲۲۴۶۳۵ یک ستاره است که در صورت فلکی آندرومدا قرار دارد.